# Saint-André-de-Roquepertuis
Saint-André-de-Roquepertuis (okzitanisch: Sent Andrieu de Ròcapertusa) ist eine französische Gemeinde mit 576 Einwohnern (Stand: 1. Januar 2022) im Département Gard in der Region Okzitanien (vor 2016: Languedoc-Roussillon); sie gehört zum Arrondissement Nîmes und zum Kanton Pont-Saint-Esprit.

## Geografie
Saint-André-de-Roquepertuis liegt etwa 46 Kilometer nordnordöstlich von Nîmes und etwa 30 Kilometer westnordwestlich von Orange am Cèze. Umgeben wird Saint-André-de-Roquepertuis von den Nachbargemeinden Montclus im Norden und Nordwesten, Issirac im Norden und Nordosten, Cornillon im Osten, Goudargues im Süden sowie Méjannes-le-Clap im Westen.

## Bevölkerungsentwicklung
| Jahr                       | 1962 | 1968 | 1975 | 1982 | 1990 | 1999 | 2006 | 2017 |
| Einwohner                  | 279  | 291  | 288  | 273  | 361  | 397  | 495  | 594  |
| Quellen: Cassini und INSEE |      |      |      |      |      |      |      |      |

## Sehenswürdigkeiten

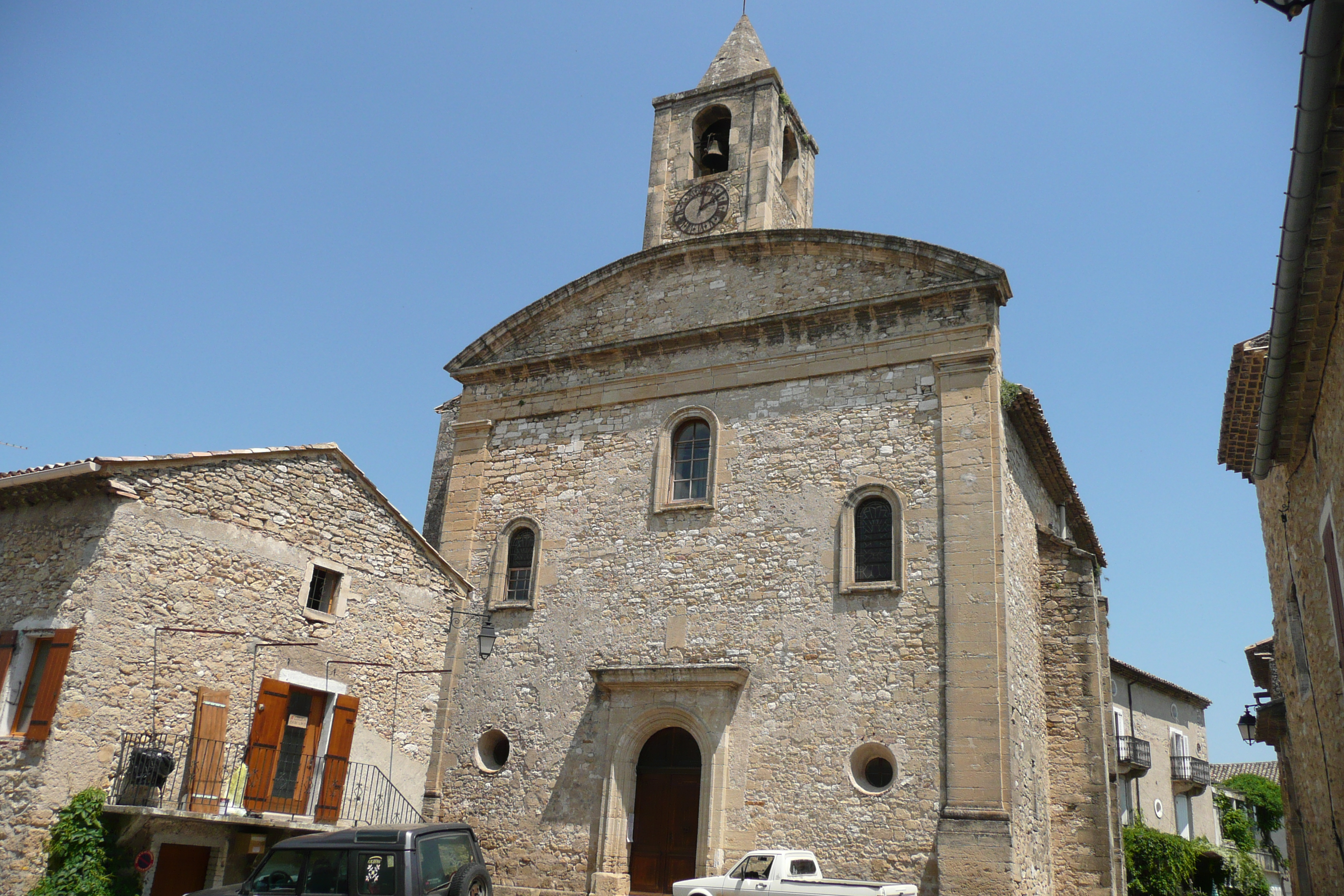
Kirche Saint-André

- Kirche Saint-André
- Brücke